# Neugruna

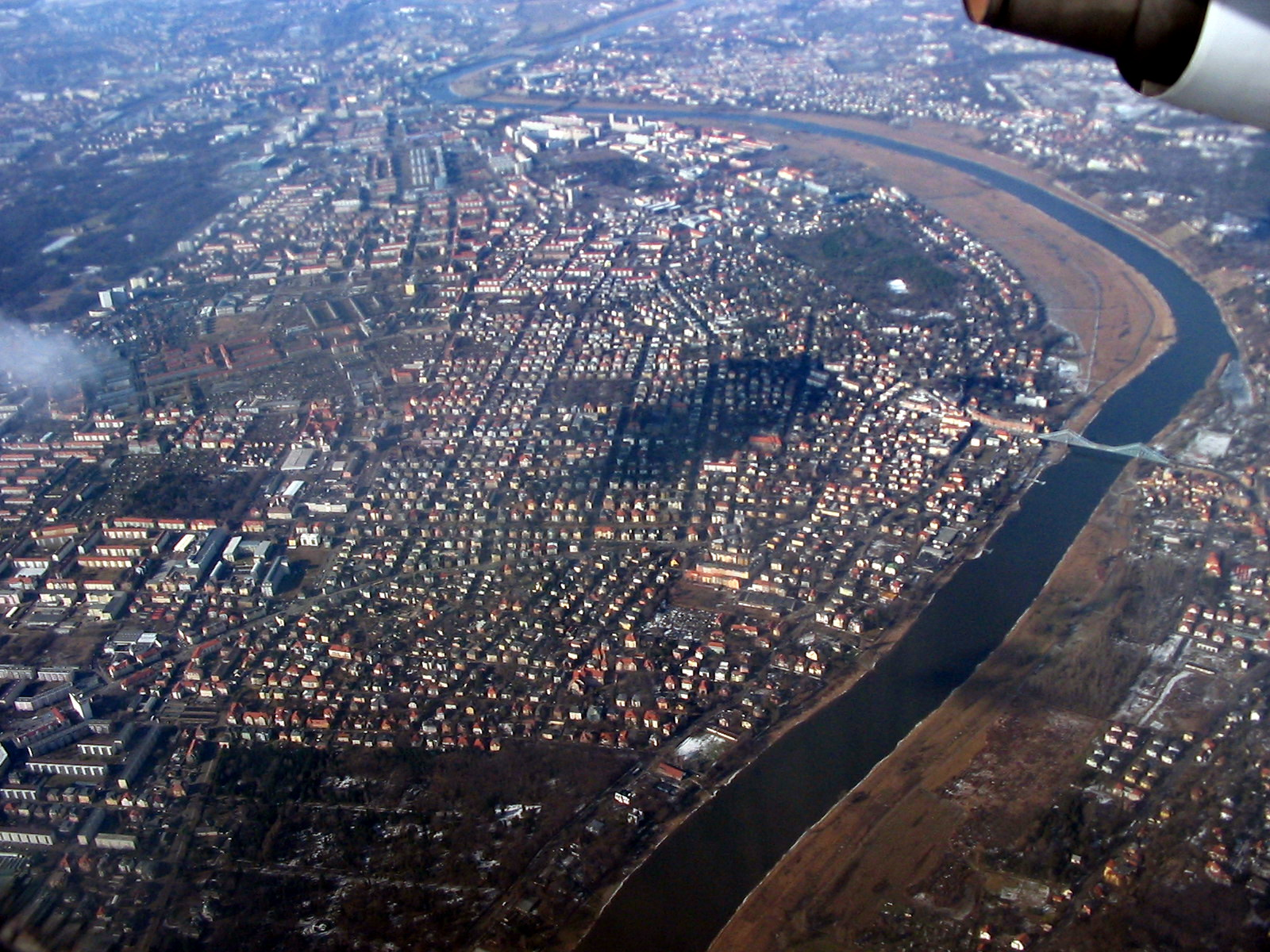
Blick auf das sich unmittelbar hinter dem Johannisfriedhof anschließende Neugruna, dahinter im Mittelgrund rechts Blasewitz mit dem Blauen Wunder und links Striesen

Neugruna ist ein historischer Stadtteil im Osten der sächsischen Landeshauptstadt Dresden. Er liegt in der Gemarkung des Stadtteils Blasewitz und gehört mit diesem zum gleichnamigen Stadtbezirk.

## Geografie
Neugruna liegt etwa fünf Kilometer östlich des Dresdner Stadtzentrums und befindet sich mitten im Elbtalkessel. Benachbarte Stadtteile außer dem nördlich angrenzenden Blasewitz sind Tolkewitz im Osten, Seidnitz im Süden und Striesen im Westen. Der Stadtteil Neugruna hat keine eigene Gemarkung, sondern liegt formell in Blasewitz. Er erstreckt sich vom Johannisfriedhof im Osten bis zur Altenberger Straße im Westen und ungefähr von der Elbe im Norden bis über die Kipsdorfer Straße im Süden hinaus. Vom namensgebenden Stadtteil Gruna wird er im Westen von einem nur wenige 100 Meter breiten Streifen aus zu Striesen und Seidnitz gehörigen Flächen abgeschnitten. Neugruna bildet gemeinsam mit Blasewitz den statistischen Stadtteil Blasewitz mit Neugruna. Neugruna ist ein typisches Dresdner Villenviertel, dessen Bebauung den Nachbarstadtteilen Striesen und Tolkewitz ähnelt. Wichtigste Straßen in Neugruna sind die Altenberger und die Schandauer Straße. Daneben gibt es die Tauscher-, Hofmann-, Ludwig-Hartmann- und Schaufußstraße sowie die Gustav-Freytag-, Scaria-, May-, Polenz- und Traubestraße.

## Geschichte

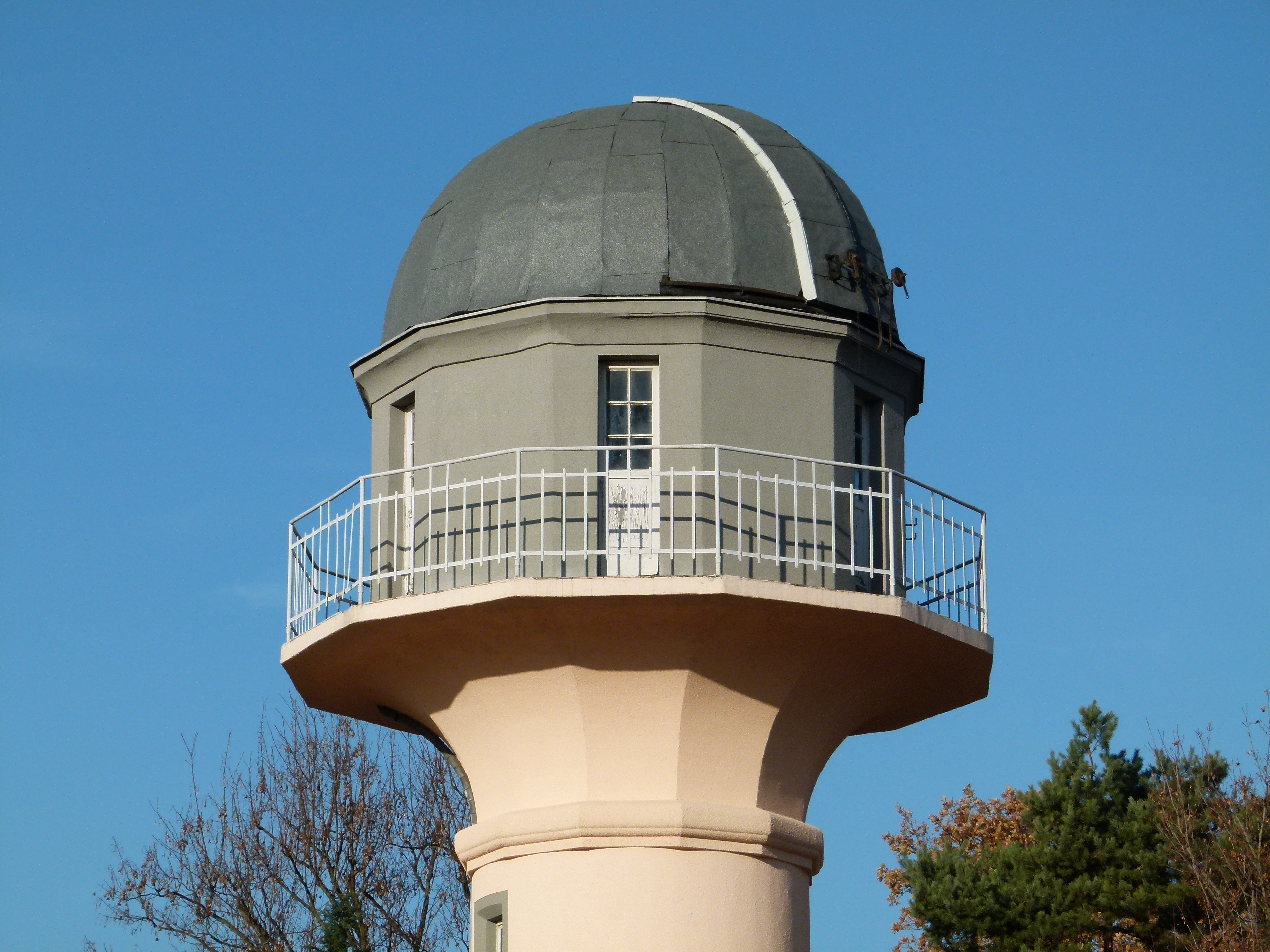
Alexander-Frantz-Sternwarte

Im Bereich des späteren Stadtteils Neugruna lagen im ausgehenden Mittelalter das Dorf Praschütz mitsamt dem Vorwerk Grünpraschütz. Das Dorf, das sich im Besitz des Klosters Altzella befand, wurde 1307 als Praschycz erstmals erwähnt, 1310 niedergebrannt und in der Folge als wüst bezeichnet. Wahrscheinlich hat es sich im Kreuzungsbereich der heutigen Ludwig-Hartmann- und der Schandauer Straße befunden. Die Gründe für die Auflassung des Dorfes sind unbekannt; möglicherweise wurde es wegen der Hochwassergefahr oder aus wirtschaftlichen Erwägungen aufgegeben. Die Bauern der umliegenden Dörfer bewirtschafteten anschließend die Fluren, bis sie im 16. Jahrhundert in Gänze an Gruna übergingen und danach als Grunaer Tännicht bezeichnet wurden.
Um 1870 wurde der Blasewitz-Grunaer Landgraben aus Striesen (vgl. dortige Straße Am Landgraben) in dieses Gebiet verlegt. Dies erhöhte das Interesse von Investoren, unter ihnen auch der wohlhabende Komponist Ludwig Hartmann, die den Wald erwarben und parzellierten. Anschließend begründeten sie 1876 die Baugesellschaft Daheim, die fünf neue regelmäßige Straßen zur besseren Erschließung anlegte, und verkauften die Grundstücke als Bauland. In den folgenden Jahrzehnten wurden sie komplett mit einzeln stehenden mehrgeschossigen Wohnhäusern bebaut. Es entstand eine Wohnvorstadt auch für Arbeiter, die vorwiegend in der Striesener optischen und Tabakindustrie beschäftigt waren. Im Jahr 1896 wurde dann der alte Verbindungsweg zwischen Blasewitz und Seidnitz zur heutigen Altenberger Straße ausgebaut.
Seit 1887, als es aus der Kreuzkirchgemeinde austrat, bildet Neugruna gemeinsam mit Blasewitz eine Parochie mit Sitz in der neugotischen Heilig-Geist-Kirche. Die Kinder des Stadtteils gingen zunächst nach Blasewitz zur Schule, erhielten aber bereits 1881 ein eigenes Schulhaus. Dieses wurde, bedingt durch die stark gestiegene Schülerzahl, 1909 durch einen an der Hofmannstraße gelegenen Neubau von Hans Erlwein ersetzt, der die 32. Grundschule Sieben Schwaben beherbergt. An der Hofmannstraße befindet sich ferner die Sternwarte Frantz, das 1922 gegründete und damit erste private Observatorium Dresdens.
Gemeinsam mit der Gemeinde Gruna wurde Neugruna am 1. April 1901 nach Dresden eingemeindet. Genau 20 Jahre später, am 1. April 1921, wurde auch Blasewitz nach Dresden eingemeindet. Neugruna, das von Gruna durch Striesen räumlich getrennt war, wurde daraufhin gemeinsam mit dem angrenzenden Neuseidnitz der Gemarkung Blasewitz zugeordnet, weshalb diese heute eine längliche Spitze nach Süden aufweist. Vergleichbare Fälle solcher Umflurungen in Dresden sind Neu-Leuteritz und Am Fährhaus. Im Jahr 1925 erfolgte durch den Bauverein Gartenheim der Bau von Wohnsiedlungen, zum Beispiel der Wohnanlage Neugruna an der Tauscherstraße.